# Шви
Шви (арм. Շվի — свист) — название двух разных музыкальных инструментов: 1) Армянская свистковая флейта Тута́к (туте́к, туту́к, туллу́к, блул, сринг). 2) Глиняная свистулька Пепук по типу окарины.

## Тутак
Длина инструмента — около 30 сантиметров. На передней стороне имеется 7 игровых отверстий и одно для большого пальца.
Шви делается из дерева, как правило, абрикосового. А также из тростника, коры ивы и орехового дерева.
Диапазон шви — полторы октавы. Переход во вторую октаву осуществляется за счёт чуть более сильного давления воздуха. Нижняя октава звучит подобно обычной деревянной флейте. Верхняя напоминает звучание флейты-пикколо. Способность издавать очень высокие ноты делает шви незаменимым инструментом для имитации голосов различных птиц.
Обычно на шви исполняются пастушьи песни.

## Пепук
Является одним из древнейших армянских инструментов, аналоги которого прослеживаются и у других народов начиная с эпохи неолита. Представляет собой сделанную из глины свистульку в виде фантастической птицы или животного с двойным туловищем (длиной 110—120 мм, и высотой 70-120 мм). В нижней части фигурки находятся свистковое и 2 игровых отверстия. Был широко распространен в прошлом.